# Cantone di Séderon
Il Cantone di Séderon era un cantone della Francia dell'arrondissement di Nyons.
A seguito della riforma approvata con decreto del 20 febbraio 2014, che ha avuto attuazione dopo le elezioni dipartimentali del 2015, è stato soppresso.

## Composizione
Comprendeva i comuni di:
- Aulan
- Ballons
- Barret-de-Lioure
- Eygalayes
- Ferrassières
- Izon-la-Bruisse
- Laborel
- Lachau
- Mévouillon
- Montauban-sur-l'Ouvèze
- Montbrun-les-Bains
- Montfroc
- Montguers
- Reilhanette
- Séderon
- Vers-sur-Méouge
- Villebois-les-Pins
- Villefranche-le-Château